# مارتسين دجوبا
مارتسين دجوبا Marcin Dziuba (ولد في 17 يوليو 1983) لاعب شطرنج بولندي يحمل لقب أستاذ كبير.

## ألقاب
- حصل على لقب أستاذ كبير عام 2007.

## إنجازات
- فاز بالمركز الرابع في بطولة أوروبا تحت 18 سنة في عام 2000، والخامس في في بطولة أوروبا تحت 20 سنة في عام 2001.
- تعادل على المركز الثالث والرابف في بطولة بولندا للشطرنج عام 2008.
- فاز بالمركز السادس في دورة لوبلن عام 2009.

## تصنيف إيلو
- بلغ في تصنيف إيلو 2582 نقطة في يناير 2018.

## روابط خارجية
- مارتسين دجوبا على موقع الاتحاد الدولي للشطرنج (الإنجليزية)
- مارتسين دجوبا على موقع مباريات الشطرنج (الإنجليزية)
- مارتسين دجوبا على موقع 365Chess.com (الإنجليزية)
- مارتسين دجوبا على موقع Chesstempo.com (الإنجليزية)